# La Bazouge-des-Alleux
La Bazouge-des-Alleux è un comune francese di 430 abitanti situato nel dipartimento della Mayenne nella regione dei Paesi della Loira.

## Società

### Evoluzione demografica
Abitanti censiti